# Junior League World Series 2008
Die Junior League World Series 2008 war die 28. Austragung der Junior League Baseball World Series, einem internationalen Baseballturnier für Knaben zwischen 13 und 14 Jahren. Gespielt wurde wie jedes Jahr in Taylor, Michigan.

## Teilnehmer
Die zehn Mannschaften bildeten eine Gruppe aus fünf Mannschaften aus den Vereinigten Staaten und eine Gruppe aus fünf internationalen Mannschaften.
| Vereinigte Staaten                  | International                                             |
| ----------------------------------- | --------------------------------------------------------- |
| Canton, Massachusetts Region Ost    | Makati City, Philippinen Region Asien-Pazifik             |
| Mechanicsville, Virginia Region Süd | London, England Region EMEA                               |
| Alvin, Texas Region Südwest         | Coquitlam, British Columbia Region Kanada                 |
| Hilo, Hawaii Region West            | Willemstad, Niederländische Antillen Region Lateinamerika |
| Johnston, Iowa Region Zentral       | Veracruz, Veracruz Region Mexiko                          |

## Ergebnisse
Die Teams wurden in zwei Gruppen eingeteilt. Jeder spielte gegen Jeden in seiner Gruppe, die beiden Ersten spielten gegeneinander den Finalplatz aus.

### Vorrunde

#### Gruppe Vereinigte Staaten
| Platz | Region  | W | L | %     |
| ----- | ------- | - | - | ----- |
| 1.    | West    | 3 | 1 | 0.750 |
| 2.    | Zentral | 3 | 1 | 0.750 |
| 3.    | Süd     | 2 | 2 | 0.500 |
| 4.    | Ost     | 1 | 3 | 0.250 |
| 5.    | Südwest | 1 | 3 | 0.250 |

| Datum      | Zeit  | Begegnung | Begegnung | Begegnung | Ergebnis |
| ---------- | ----- | --------- | --------- | --------- | -------- |
| 10. August | 14:45 | West      | –         | Südwest   | 5:7      |
| 10. August | 20:15 | Zentral   | –         | Süd       | 13:0     |
| 11. August | 11:00 | West      | –         | Süd       | 8:6      |
| 11. August | 17:00 | Südwest   | –         | Ost       | 4:10     |
| 12. August | 11:00 | Zentral   | –         | Südwest   | 12:8     |
| 12. August | 20:00 | West      | –         | Ost       | 12:0     |
| 13. August | 11:00 | Süd       | –         | Ost       | 8:6      |
| 13. August | 17:00 | Zentral   | –         | West      | 3:11     |
| 14. August | 14:00 | Zentral   | –         | Ost       | 2:1      |
| 14. August | 20:00 | Südwest   | –         | Süd       | 1:11     |

#### Gruppe International
| Platz | Region        | W | L | %     |
| ----- | ------------- | - | - | ----- |
| 1.    | Lateinamerika | 4 | 0 | 1.000 |
| 2.    | Mexiko        | 3 | 1 | 0.750 |
| 3.    | Asien-Pazifik | 2 | 2 | 0.500 |
| 4.    | Kanada        | 1 | 3 | 0.250 |
| 5.    | EMEA          | 0 | 4 | 0.000 |

| Datum      | Zeit  | Begegnung     | Begegnung | Begegnung     | Ergebnis |
| ---------- | ----- | ------------- | --------- | ------------- | -------- |
| 10. August | 12:00 | Kanada        | –         | Lateinamerika | 0:10     |
| 10. August | 17:30 | EMEA          | –         | Mexiko        | 3:6      |
| 11. August | 14:00 | Kanada        | –         | Asien-Pazifik | 4:6      |
| 11. August | 20:00 | Mexiko        | –         | Lateinamerika | 2:5      |
| 12. August | 14:00 | EMEA          | –         | Lateinamerika | 4:13     |
| 12. August | 17:00 | Asien-Pazifik | –         | Mexiko        | 5:6      |
| 13. August | 14:00 | Asien-Pazifik | –         | EMEA          | 6:2      |
| 13. August | 20:00 | Kanada        | –         | Mexiko        | 6:7      |
| 14. August | 11:00 | Kanada        | –         | EMEA          | 14:2     |
| 14. August | 17:00 | Asien-Pazifik | –         | Lateinamerika | 5:7      |

### Finalrunde
|  | US und Intern. Finale | US und Intern. Finale |                   |          | Weltmeisterschaft | Weltmeisterschaft |
|  |                       |                       |                   |          |                   |                   |
|  | 15. August            |                       |                   |          |                   |                   |
|  | IN1 Lateinamerika     | 10                    |                   |          |                   |                   |
|  | IN2 Mexiko            | 8                     |                   |          | 16. August        | 16. August        |
|  |                       |                       | IN1 Lateinamerika | 5        |                   |                   |
|  | 15. August            | 15. August            |                   | US1 West | 2                 |                   |
|  | US1 West              | 6                     |                   |          |                   |                   |
|  | US2 Zentral           | 5                     |                   |          |                   |                   |
|  |                       |                       |                   |          |                   |                   |

## Weblink
- Offizielle Webseite der Junior League World Series